# 南海北島支線

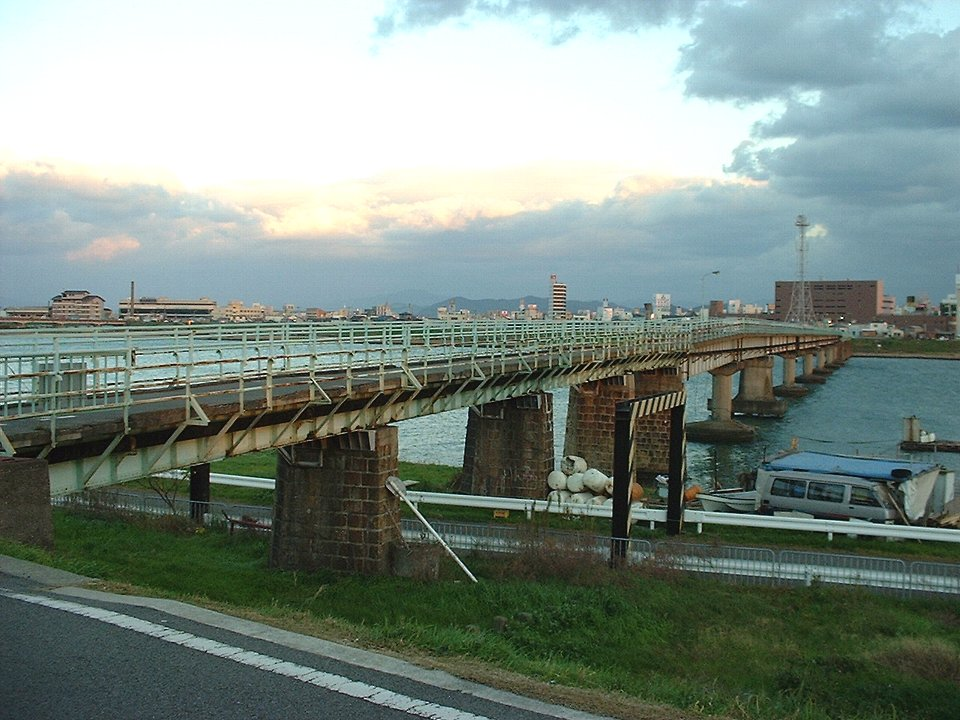
旧・加太線紀ノ川橋梁の河西橋（2003年）

北島支線（きたじましせん）は、かつて和歌山県和歌山市の北島駅から東松江駅までを結んでいた南海電気鉄道の鉄道路線。1966年（昭和41年）に廃止された。
なお当項では、北島 - 東松江間とともに当時加太線の一部であった和歌山市駅から北島駅までの区間についても記す。

## 概要
もともとはこちらが加太線の本線で、紀ノ川駅経由の現路線は松江線（まつえせん）という貨物線として、重量貨物列車運転のために戦時中に開業したものであった。
しかし1950年（昭和25年）には旅客列車も紀ノ川駅経由に運転系統が変更された。その直後の9月3日、ジェーン台風の襲来で紀ノ川橋梁が被災し、電動機の数を4個から2個に減らした電車で徐行運転で通過するようになった。さらに1953年（昭和28年）7月18日の水害で橋脚が傾斜して不通となり、9月15日に和歌山市 - 北島間は休止許可を得た。1955年（昭和30年）には廃止された。この時に松江線が加太線に編入された。盲腸線となった残る北島 - 東松江間は北島支線と改称され、1966年（昭和41年）に廃止された。
なお、旧紀ノ川橋梁は道路となり、二輪車と徒歩でのみ通行可能な河西橋として現存しているが、老朽化により橋の架け替えが決定。工事が2014年（平成26年）から始まることとなった。
2022年（令和4年）中に、一部が仮設橋に切り替わった。

### 路線データ
- 路線距離（営業キロ）：2.6km（和歌山市 - 北島間0.8km、北島 - 東松江間1.8km）
- 軌間：1067mm
- 駅数：4駅（和歌山市駅、東松江駅含む）
- 複線区間：なし（全線単線）
- 電化区間：全線電化（直流600V[注釈 1]）
- 閉塞方式：

## 運行形態
北島支線として分離後は、1両編成の電車が北島 - 東松江間を折り返し運転するだけとなり、『交通公社の時刻表』にも掲載されず、存在があまり知られていない路線となっていた。

## 歴史
- 1912年（明治45年）6月16日 加太軽便鉄道が和歌山口（のちの北島） - 中松江 - 加太間を開業。和歌山口駅（初代）・島橋駅開業[5]。
- 1914年（大正3年）
  - 9月21日 和歌山口駅（初代）を移転して北島駅に改称[6]（和歌山口駅（初代）を廃止して、北島駅を新設したとの研究もある[7]）。
  - 9月23日 紀ノ川橋梁が完成し、和歌山口 - 北島間開業。南海和歌山市駅と連絡。
- 1930年（昭和5年）
  - 12月1日 和歌山口 - 加太間が電化。島橋 - 中松江間に東松江駅開業[5]。
  - 12月22日 加太電気鉄道に社名変更。
- 1942年（昭和17年）2月1日 南海鉄道に合併、加太線となる。和歌山口駅を和歌山市駅に統合。
- 1944年（昭和19年）6月1日 関西急行鉄道と合併し近畿日本鉄道となる。
- 1947年（昭和22年）6月1日 旧・南海鉄道の路線が南海電気鉄道に分離譲渡。
- 1950年（昭和25年）
  - 7月25日 松江線の旅客営業開始。加太線の運転系統を紀ノ川経由に変更。
  - 9月3日 ジェーン台風で紀ノ川橋梁が破損し、電動機を減らした電車で徐行運転するようになる[1]。
- 1953年（昭和28年）
  - 7月18日 紀ノ川橋梁が水害で被災し不通となる[2]。
  - 9月15日 和歌山市 - 北島間が休止[3]。
- 1955年（昭和30年）2月15日 和歌山市 - 北島間が廃止。紀ノ川 - 加太間を加太支線（1994年頃から加太線）、北島 - 東松江間を北島支線に変更。
- 1966年（昭和41年）12月1日 北島支線北島 - 東松江間が廃止。

## 駅一覧
和歌山市駅 - 北島駅 - 島橋駅 - 東松江駅

## 接続路線
- 和歌山市駅：南海本線・和歌山軌道線海南線・国鉄紀勢本線
  - 和歌山港線開通（1956年）は、和歌山市 - 北島間廃止（1955年）の後
  - 和歌山軌道線とは市駅停留場のほか、宇治（元の杉ノ馬場、加太電車前）停留場でも接続
- 東松江駅：加太線